# Eliye Springs
Eliye Springs är en ort nära Turkanasjön i provinsen Rift Valley i Kenya. Eliye Springs ligger 50 km öster om Lodwar och 40 km söder om Kalokol.